# 5436 Eumelos
5436 Eumelos este o planetă minoră (asteroid), cu un diametru de 37,696 km, din Asteroid troian al lui Jupiter. A fost descoperită pe 20 februarie 1990 la Observatorul Palomar de Carolyn S. Shoemaker și a fost numită după Eumelus⁠(d). 
Obiectul prezintă o orbită caracterizată de o semiaxă mare de 5,2019005 UAi, o excentricitate de 0,078, o înclinație de 7,43228 ° în raport cu ecliptica.